# بيي بالمر
بيي بالمر (بالإنجليزية: Bee Palmer)‏ هي مغنية وموسيقية أمريكية، ولدت في 11 سبتمبر 1894 في شيكاغو في الولايات المتحدة، وتوفيت في 22 ديسمبر 1967.

## وصلات خارجية
- بيي بالمر على موقع ميوزك برينز (الإنجليزية)
- بيي بالمر على موقع ديسكوغز (الإنجليزية)